# Бундук канадський (втрачена)
Ботанічна пам'ятка природи «Бундук канадський» (втрачена) займала площу 0,003 га та розміщувалася у 

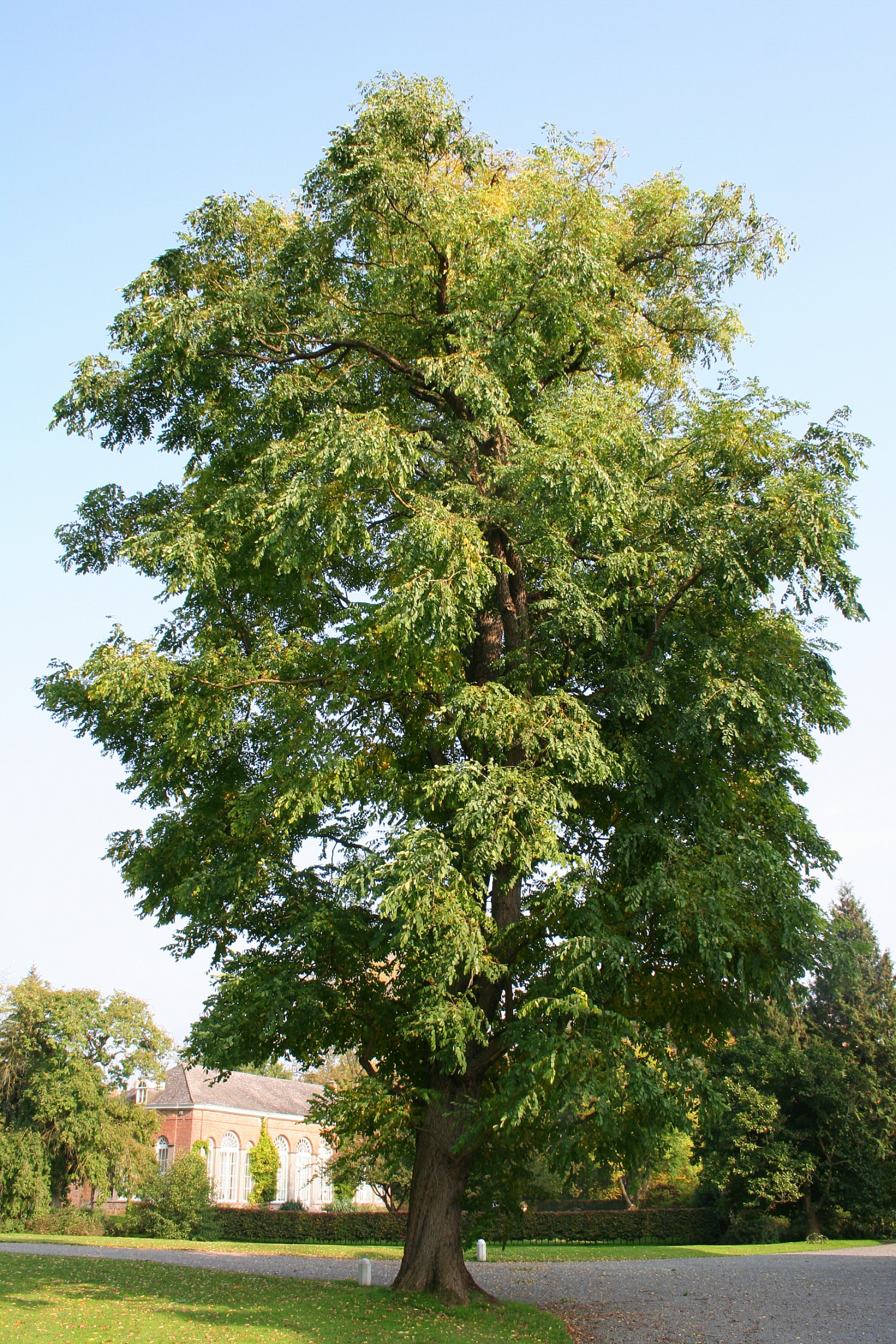
Gymnocladus dioicus (Бундук канадський)

Сторожинецькому районі Чернівецької області, поряд з с.Стара Жадова.
Створена згідно з рішенням Чернівецького облвиконкому № 198 від 30.05.1979 «Про затвердження реєстру заповідних об'єктів та заходи по поліпшенню заповідної справи в області», та перезатверджена згідно з рішенням Чернівецької обласної ради № 216 від 17.10.1984 «Про затвердження мережі і територій та об'єктів природно-заповідного фонду у відповідності з діючою класифікацією та заходи по поліпшенню заповідної справи в області».
Дерево, що мало заповідний статус — екзот, окреме дерево віком понад 1000 років. Установа, що була відповідальна за збереження об'єкту — Старожадівска сільська рада народних депутатів.
8 лютого 1996 року Чернівецька обласна рада ухвалила рішення № 187-р «Про розширення природно-заповідного фонду області», яким були ліквідовані 10 об'єктів природно-заповідного фонду.
Скасовано статус у зв'язку з загибеллю дерева, що сталася з природних причин.